# Daniele Vocaturo
Daniele Vocaturo (Roma, 16 dicembre 1989) è uno scacchista italiano, Grande maestro.
È il terzo giocatore nato e cresciuto in Italia ad aver conseguito il titolo più alto della classificazione agonistica internazionale, quello di Grande maestro. Prima di lui c'erano riusciti solo Sergio Mariotti nel 1974 e Michele Godena nel 1996. È primo nel ranking nazionale italiano dal maggio del 2016..

## Biografia
Vocaturo comincia a giocare a scacchi all'età di nove anni, grazie a un corso organizzato dal Circolo Scacchi Vitinia nella sua scuola elementare. Ben presto comincia a frequentare il locale circolo scacchistico e a imporsi come una delle più importanti promesse dello scacchismo italiano. Grazie al costante sostegno della sua famiglia, e in particolare del padre Renato, compie rapidi progressi.
Sotto la guida del Grande Maestro italo-cubano Lexy Ortega, che lo seguirà fino alle soglie dei 16 anni, raggiunge il titolo di Maestro e poi, a soli quindici anni, il titolo di Maestro FIDE. L'anno successivo conquista il titolo di Maestro Internazionale.
Dopo un periodo di pausa, nel quale il giovane Vocaturo si dedica agli impegni scolastici, nel 2008 decide di seguire le orme di Michele Godena e abbraccia il professionismo scacchistico.
Grazie al sodalizio con Mihail Marin, suo nuovo allenatore, inizia la scalata verso il titolo di Grande Maestro. Ottiene la prima norma di Grande Maestro a fine ottobre 2008 con la perentoria affermazione all'Open Rohde di Sautron (Francia), dove giunge primo per distacco. A questo risultato farà seguito un'altra prestazione importante ottenuta all'Open di Reykjavík (marzo 2009), dove ottiene la seconda norma e gioca alcune tra le partite più belle della sua carriera. A maggio 2009 un'altra prestazione maiuscola al torneo di Capo d'Orso in Sardegna gli consegna la terza e definitiva norma di Grande Maestro. Con questo risultato, Vocaturo è il più giovane giocatore nato sul suolo italiano ad aver conquistato il titolo di Grande Maestro. A gennaio 2011 vince il gruppo C del prestigioso Torneo di scacchi di Wijk aan Zee.

## Carriera
Nel 2005 è vicecampione italiano under-16 ed è insignito della borsa di studio "Herbert Garrett 2005".
Nel 2006 vince il gruppo C alle Olimpiadi scacchistiche di Torino con la seconda squadra italiana. In agosto a Bratto è vicecampione italiano under-20.
Nel 2007 partecipa al campionato del mondo Under-18, concludendo al settimo posto.
Nel 2008 vince l'Open Rohde di Sautron, in Francia, dove conquista la sua prima norma di grande maestro e il torneo open ScaccoMatto di Torino.
Nel 2009 in marzo ottiene la seconda norma di grande maestro nel torneo Reykjavík Open. La sua partita con Tiger Hillarp Persson viene eletta "partita del mese" dal sito scacchistico russo chesspro.ru (che poi la classificherà tra le Top-10 del 2009). In maggio conquista il titolo di grande maestro con un'ottima prestazione al Torneo internazionale Capo d'Orso, svoltosi a Palau, in Sardegna. In ottobre partecipa al campionato del mondo juniores di Puerto Madryn, in Argentina, dove raggiunge il diciannovesimo posto. A fine anno partecipa al prestigioso torneo di Capodanno di Reggio Emilia. La Federazione Scacchistica Italiana lo insignisce di una medaglia d'oro al valore sportivo.
Nel 2010 in gennaio si classifica al terzo posto al torneo C di Wijk aan Zee. In maggio si classifica al terzo posto al campionato Italiano a squadre, giocando in terza scacchiera con la squadra di Chieti, vince la Mitropa Cup di Coira, in Svizzera, giocando in terza scacchiera nella nazionale italiana. In luglio si classifica primo a pari merito all'Open di Salonicco di Salonicco, Grecia, vince la XV edizione del torneo internazionale di Balaguer in Spagna, con 7,5/9. In settembre partecipa alle Olimpiadi di Chanty-Mansijsk con la nazionale italiana, giocando in terza scacchiera come nella precedente edizione. In ottobre si classifica primo a pari merito con altri quattro giocatori al torneo Open di Hoogeveen. Nel 2011 in gennaio vince il Gruppo C del prestigioso torneo Tata Steel di Wijk aan Zee. Dopo essere stato in testa per tutto il torneo, l'ultimo turno lo vede di fronte all'astro nascente ucraino Illja Nyžnyk, che lo segue di mezzo punto in classifica; in posizione inferiore riesce a trovare un difficile scacco perpetuo, che gli dà la vittoria in solitaria del torneo. In aprile, insieme ai compagni di squadra della Scavolini-Siviglia Pesaro (Emil Sutovskij, Mihail Marin, Sabino Brunello, Denis Rombaldoni e Axel Rombaldoni) conquista il suo primo titolo italiano a squadre vincendo la Serie Master 2011 con 7 punti squadra su 7.
Nel 2012 partecipa al campionato belga a squadre, laureandosi campione con il club di Charleroi. Si classifica al secondo posto al Campionato Italiano a squadre nuovamente con la Scavolini-Datagest Pesaro.
Nel 2013 in maggio vince il Campionato italiano di scacchi a squadre con la squadra padovana dell'Obiettivo Risarcimento. Nello stesso mese vince il campionato italiano rapid a Fano.
Nel 2014 in maggio vince il Campionato italiano di scacchi a squadre con la squadra padovana dell'Obiettivo Risarcimento.
Nel 2015 in maggio vince ancora il Campionato italiano di scacchi a squadre con la squadra padovana dell'Obiettivo Risarcimento. In novembre partecipa con l'Italia al Campionato Europeo a squadre nazionali; su 8 partite giocate ne ha vinte 3, pareggiate 4 e persa 1 e una performance di 2744 punti Elo.
Nel 2017 in gennaio vince ad Antofagasta l'edizione blitz del torneo Zicosur con 10,5 punti. In maggio a Gallipoli vince il Campionato italiano di scacchi a squadre con la squadra del Obiettivo Risarcimento Padova.
Nel 2018 in maggio a Gallipoli vince ancora il Campionato italiano di scacchi a squadre con la squadra del Obiettivo Risarcimento Padova. In giugno a Isola di Capo Rizzuto vince con l'Italia la sua seconda Coppa Mitropa. In ottobre a Batumi gioca con la Nazionale le Olimpiadi, ottenendo 5 punti nelle 9 partite disputate (+3 =4 -2). Lo stesso mese gioca a Porto Carras per la Obiettivo Risarcimento Padova nella Coppa europea a squadre per club, vincendo tutte le cinque partite giocate.
Nel 2019 in maggio a Bressanone vince ancora il Campionato italiano di scacchi a squadre con la squadra del Obiettivo Risarcimento Padova. In luglio a Purtichju, nei pressi di Ajaccio, partecipa alla sesta edizione dell'omonimo Open Internationel de Purtichju, concludendo l'evento 4º con 7 punti su 9. In novembre vince a Dulcigno la 35ª European Chess Club Cup con la squadra dell'Obiettivo Risarcimento Padova.
Nel 2021 in luglio si piazza al terzo posto del Campionato francese a squadre con il club Clichy Échecs 92 di Clichy. Gioca in terza scacchiera totalizzando 7,5 punti su 10 e battendo al decimo turno il già campione del mondo FIDE Veselin Topalov. Partecipa alla Coppa del Mondo di Soči, uscendo al secondo turno, sconfitto dal grande maestro russo Vladimir Malachov per 1,5 a 0,5.
In settembre al Campionato europeo di Reykjavík è in corsa per il podio fino all'ultimo turno, trovandosi dopo dieci turni su undici a mezzo punto dal primo posto e secondo pari merito con altri tre giocatori. Si deve accontentare del dodicesimo posto, dopo la sconfitta con il grande maestro tedesco Vincent Keymer, medaglia d'argento del torneo. Conclude il torneo a 7,5 punti su 11, qualificandosi per la Coppa del Mondo del 2023.
Nel 2023, tra luglio e agosto, partecipa alla Coppa del Mondo di Baku, nella quale elimina il Super GM ucraino Andrei Volokitin al secondo turno e il grande maestro russo Daniil Dubov, top 30 del ranking mondiale, al terzo turno, con il risultato di 1,5-0,5. Al quarto turno (sedicesimi di finale) viene eliminato dal grande maestro emiratino Saleh Salem agli spareggi, con il risultato finale di 1-3.

### Nazionale
Ha partecipato con l'Italia a 9 olimpiadi degli scacchi dal 2006 al 2024 (in 1ª scacchiera nel 2016, 2018, 2022 e 2024), nelle quali ha vinto 27 partite, pareggiate 28 e perse 19.

## Statistiche
Ha raggiunto il proprio record di punti Elo nell'ottobre 2021 con 2632 punti, 82° in Europa e 1° in Italia. A gennaio 2025 è il giocatore numero 1 in Italia con 2600 punti, davanti a Lorenzo Lodici e Francesco Sonis.

## Partite notevoli
- Vocaturo - Vasilios Kotronias, Reggio Emilia 2005   Scandinava 3...Da5.
- Vocaturo - Mychajlo Oleksijenko, Reykjavík open 2009   Siciliana B32.
- Vocaturo - Ray Robson, Wijk aan Zee 2010   Francese var. Steinitz C11.
- Vocaturo - Qədir Hüseynov, Chanty-Mansijsk 2010  Siciliana dragone B36.